# 위조품의 거래 방지에 관한 협정

위조품의 거래 방지에 관한 협정(Anti-Counterfeiting Trade Agreement, ACTA)은 지식재산권 집행(enforcement) 분야의 국제적 규범(international framework)을 수립하는 TRIPS-plus 수준의 복수국간 협약 제정을 목표로 하고 있다. WTO TRIPS 협정에 포함되어 있는 국경조치, 민사집행, 형사집행외 디지털환경에서의 집행절차도 다루고 있다.

## 참여국
- 뉴질랜드, 대한민국, 멕시코, 모로코, 미국, 스위스, 싱가포르, 유럽연합, 일본, 캐나다, 호주

## 추진 경위
- 2005년 7월: 일본 고이즈미 총리가 G8정상회의시 TRIPS 협정을 보완하는 legal regime 제정 필요성 제기
- 2006년 9월부터 미일 공동 이니셔티브로 「Anti-Counterfeiting Trade Agreement, ACTA」 제정을 추진
- 2007년 10월: 우리나라와 미국, 일본, EU, 캐나다, 스위스, 뉴질랜드, 멕시코 8개국은 연내 ACTA 협상개시에 합의
- 2008년 6월: 공식협상 개시, 총 11차례 공식 협상을 거쳐 협상 종료
  - 2008.6월 (제네바)
  - 2008.7월 (워싱턴 D.C.)
  - 2008.10월 (도쿄)
  - 2008.12월 (파리)
  - 2009.7월 (라바트)
  - 2009.11월 (서울)
  - 2010.1월 (과달라하라)
  - 2010.4월 (웰링턴)
  - 2010.6월 (루체른)
  - 2010.8월 (워싱턴)
  - 2010.9월 (도쿄)
- 2010년 10월 2일: 도쿄에서 고위급(차관급) 협의를 통해 일부 쟁점사항을 제외하고 합의 문안 도출
- 2010년 11월: 수석대표 간 conference call을 통해 미결사항 최종 합의 및 가서명
- 2011년 4월 15일: 3개 협정문 정본(영어, 불어, 스페인어) 감수 완료 및 최종 문안 확인 완료

## 협정문 구성 및 주요 내용

### 제1장: 최초 규정 및 일반적 정의
- 의무의 성격과 범위, 정의 등 협정문 전반에 관한 사항을 규정

### 제2장: 지식재산권 집행 관련 법적 체계
- 제1절: 민사집행(Civil Enforcement) - 지식재산권이 침해된 경우 권한당국이 손해배상, 침해금지명령 등 특정 조치를 명하거나 취할 수 있는 권한을 부여하고, 동 권한의 행사시기 및 행사방법에 관해 규정
- 제2절: 국경조치(Border Measures) - 세관을 포함한 권한당국이 지식재산권을 침해한 상품이 국경을 통과하는 것을 방지하기 위해 취할 수 있는 조치와 그와 관련된 절차 규정
- 제3절: 형사집행 (Criminal Enforcement) - 지식재산권 관련 법령이 침해된 경우 적용되는 형사소송과 형사처벌 조항 규정
- 제4절: 디지털환경에서의 지식재산권 집행 (Enforcement Procedures in the Digital Environment) - 지식재산권 침해 방지를 위한 온라인 서비스 제공자의 역할과 책임과 같이 신기술로 인해 새로이 등장하는 문제에 대응하기 위한 사항을 규정

### 제3장: 집행 실무
- 지식재산권 집행을 증진하기 위해 필요한 법규정을 적용하는 기관에서 행사하는 조치에 관해 규정

### 제4장: 국제협력
- 국제적 협력이 지식재산권의 효과적 보호를 위해 필수적이라는 사실에 대해 인식하고, 권한당국간 협력 규정

### 제5장: 제도적 장치
- 협정의 이행, 당사국간 회의 개최, 기타 행정적 사항 등 제도 정비를 위해 필요한 사항 규정

### 제6장: 최종조항
- 협정 가입이나 탈퇴, 협정문 개정 등 향후 이행에 관한 사항 등을 규정

## 같이 보기
- 저작권
- 저작권 침해
- 디지털 권리
- 정보의 자유
- 복제약
- 지식재산권 간접침해
- 환태평양 경제 동반자 협정

## 참고 자료
- 위조품의 거래 방지에 관한 협정(ACTA) 서명, 공감코리아, 2011년 9월 29일